# Famille de La Palud
La famille de La Palud, écrit également sous les formes La Palu, La Pallu ou La Pallud, est une famille noble originaire de Bresse. Mentionnée dès la seconde moitié du XIIe siècle, la branche aînée s'éteint au début du XIXe siècle.

## Armes
| Famille de La Palud | De gueules à la croix d'hermine., - Cimier : une licorne d'argent ; - Support : deux licornes de même ; - Devise : Mourir plustost que se souiller (Mourir plutôt que se souiller) ; - Cri : Hé, Dieu, aidez-moy ! ; |

## Histoire

### Origines
La famille de La Palud est originaire de Bresse. Son premier membre connu est « Pierre, chevalier et seigneur de Varambon en 1158 ». Samuel Guichenon (1650) indiquait qu'il n'a pu obtenir des preuves remontant en deçà de 1140, bien qu'il puisse exister quelques témoignages.
Guillaume de la Palu, son fils, devient chanoine de Lyon. Révérend du Mesnil (1872) indique que pour cela il « dut faire preuve de quatre races de noblesse pour son admission », cependant cette disposition n'est attestée « depuis au moins le XIVe siècle ».
La seigneurie de Châtillon-la-Palud est possédée à partir de 1213. Elle passe de la branche de Châtillon à celle de Jarnosse. Unie à la terre de Varambon, la seigneurie est érigée en marquisat, par le duc Emmanuel-Philibert, le 9 mars 1576, en faveur de Claudine de Rye, veuve en 1544 de Jean III de La Palu-Jarnosse.
En 1593, Jean de La Palu, seigneur de Melly, est reçu aux États de Bourgogne,.

## Branches
La branche aînée est celle des seigneurs de Varembon et Saint-Julien. Elle a donné les rameaux de Bouligneux et de Châtillon, de Saint-Maurice et La Palud. Les seigneurs de Châtillon, de Saint-Maurice et La Palud produisent la tige des La Palud de Jarnosse,. La branche des Bouligneux donnent la tige des seigneurs de Melly, de Ronières,.
La branche aînée s'éteint en 1517, avec Claude de La Palud, comte de La Roche.
La branche des seigneurs de Châtillon et de Saint-Maurice passe, en 1269, à Jean-Philibert de la Palu, comte de la Roche et de Varax, qui meurt sans postérité.
La branche des seigneurs de Bouligneux s'éteint en 1445, avec la mort de Pierre II. Sa fille, Anne, a épousé un cousin de la branche aînée, François de la Palud-Varambon,.
Les La Palud de Jarnosse voient leurs titres et leurs biens passer, par mariage, à la famille de Rye au XVIe siècle.

## Généalogie simplifiée
Généalogie d'après Samuel Guichenon (1650), reprise par François-Alexandre Aubert de La Chesnaye Des Bois (1776),.
- Pierre Ier de La Palu(d), seigneur de Varambon, fl. 1151, père de :
  - Guillaume, chanoine-comte de Lyon et prévôt de St-Thomas de Fourvière ; Étienne de La Palu, seigneur de Varambon (sans postérité) ; et Guy/Guigues Ier de La Palu, seigneur de Varambon (fl. 1202), père de :
    - deux religieux : Guillaume le Jeune (chanoine-archidiacre de Vienne), et Guy de La Palu (chanoine-comte, prévôt et archidiacre de Lyon, fl. 1243) ; Étienne (père d'un Pierre de La Palu) ; et leur frère aîné,
    - Guillaume de La Palu l'Aîné, seigneur de Varambon, Châtillon (-la-Palud), St-Maurice, fl. 1250, père de :
      - Guigues/Guy († 1269), fils cadet, souche de la branche de Châtillon-la-Palud ci-dessous ; Guy "le Jeune", chanoine-comte et archidiacre de Lyon, fl. 1254 ; Marguerite (x 1260 Artaud de Buenc) ; et leur frère aîné,
      - Girard de La Palu, seigneur  de Varambon, Richemont et Bouligneux, fl. 1260 et † 1300 ; père de :
        - trois prélats : Jean (chanoine-comte de Lyon en 1284 ; † 1298), Perceval (chanoine-comte de Lyon en 1319, † 1332), et Pierre de La Palud (né vers 1275, théologien dominicain, Patriarche de Jérusalem en 1329-1342) ; Jean de La Palu le Jeune, seigneur de Richemont, époux en 1323 de Jeanne, fille de Hugonin de Chandée (à Vandeins) et Béatrice de Grolée [d'où deux filles : Sibylle de La Palu, dame de Richemont et de la Poype de Sandrans[note 1], ⚭ 1o Jean de Chandieu (1337), et ⚭ 2o Henri II, seigneur de Varax (fils d'Henri Ier de Varax et de sa 1° épouse, inconnue ; la 2° femme d'Henri Ier n'est autre que Jeanne de Chandée, veuve de Jean de La Palu le Jeune) ; et Clémence de La Palu, ⚭ Renaud de Coligny-Cressia] ; Marguerite (⚭ Pierre de Rougemont en Bugey, puis ⚭ Geoffroy de Gram(m)ont en Bugey) ; et leur frère aîné,
        - A(i)mé/Aymon/Amédée Ier de La Palu, seigneur de Varambon et de Bouligneux, ⚭ 1308 (?) Jeanne, fille de Guillaume de Montbel et d'Entremont et Marguerite de Joinville-Gex, dont :
          - Hugues, souche de la branche des seigneurs de Bouligneux : son fils Pierre Ier Alegret de La Palu-Bouligneux, fl. 1387, lui succède ; père lui-même de Guillaume Alegret († 1424 à Verneuil), ⚭ Marguerite de Dyo-Palatin de Fléchères ; D'où Pierre II, seigneur de Bouligneux et de Tossiat († 1444), ⚭ Marguerite, fille de Faucon/Foulque(s)/Falques de Montchenu, d'où Anne de La Palu-Bouligneux ci-dessous ;
          - Sibylle de La Palu (⚭ 1o Louis de Vassalieu, et ⚭ 2o Guillaume de Varax, sire de Varax et de Romans ; et leur frère aîné,
          - Pierre II de La Palu, seigneur de Varambon, bailli d'Amiens, Lille et Douai, sénéchal de Carcassonne et de Béziers en 1338, ⚭ 1o Eléonore/Hélène, fille de Jean de Cossonay (d'où possiblement Elinode de Varembon, épouse de Jean III des Monts) ; et ⚭ 2o Marie, fille d'Humbert de Luyrieux de La Cueille, dont : 
            - trois ecclésiastiques : Louis (abbé de Tournus en 1413-1427), Jean (dominicain à Lyon), et Pierre de La Palu (chanoine-comte de Lyon en 1382 († 1393) ; peut-être à placer une génération après, comme fils d'Aimé II ?) ; Clémence (⚭ 1329/1348 Guillaume de La Baume de l'Abergement) ; un enfant naturel, Humbert, souche des seigneurs de La Roche et de Chiloup (p. 381-382) ; et leur frère aîné,
            - A(i)mé/Aymon/Amédée II de La Palu, seigneur de Varambon et de Saint-Julien, fl. 1365, ⚭ 2o Alix, fille d'Humbert de Corgenon et d'Einarde/Aynarde de Miribel, d'où : 
              - trois religieux : Louis (né vers 1370/1380-† 1451 ; abbé d'Ambronay et de Tournus, évêque de Lausanne, d'Avignon et de Maurienne, cardinal), Jean (prieur de Payerne), et Henri (chanoine-comte de Lyon) ; Girard, seigneur de Saint-Julien († sans postérité en 1411) ; et leur frère aîné,
              - Guigues/Guy II de La Palu († 1422), seigneur de Varambon et de Saint-Julien, fondateur des Dominicains de Bourg-en-Bresse en 1415, ⚭ Einarde, fille d'Humbert III de La Baulme en Bugey et Catherine de Luyrieux, d'où, entre autres enfants :
                - Philibert, sgr. de St-Julien et de Saint-Julien de La Balme-sur-Cerdon (une de ses filles, Philiberte, épouse en 1495 Louis d'Orsans de Cemboing) ; Antoine de La Palu, dit le Petit Varambon (seigneur de Tossiat, conseiller-chambellan du duc de Savoie, ⚭ Claudine Rolin, sans postérité) ; Jeanne (⚭ 1419 Mathieu III de Talaru) ; Anne (⚭ Amé de Challant de Varey) ; Claudine (⚭ Antoine de Sassenage) ; Marguerite (⚭ Hugues de Saluces de Carde) ; Agnès (⚭ Pierre de Miribel en Dauphiné) ; et leur frère aîné,
                - François de La Palu († 1456), seigneur de Varambon, Beaumont, etc., chevalier de l'Annonciade (vers 1440), conseiller-chambellan du duc Philippe le Bon, fondateur — dans les années 1430, après ses secondes noces qui l'orientent vers la Franche-Comté — de l'Ermitage de Notre-Dame de Consolation à Châtel-Neuf en Vennes[12], ⚭ 1431 Anne (fille héritière de Pierre II de La Palu-Bouligneux, arrière-petit-fils d'Hugues de La Palu-Bouligneux ci-dessus), puis 2o 1432 Marguerite (fille héritière de Burcard de Lützelstein/de La Petite-Pierre et Gillette de Villersexel, et nièce héritière d'Humbert de Villersexel, comte de La Roche), enfin 3o Louise Babin, d'où : 
                  - (du 2o) : Marguerite (x Jean de Verfey : à Saint-Paul ?) ; Philiberte (⚭ Martin de Chalengin de Bonnevaux) ; et leur demi-frère aîné,
                  - (du 1o) : Philibert-Philippe de La Palu († 1471), seigneur de Varambon, St-Hippolyte et Villersexel, Maîche, etc. comte de La Roche, ⚭ Isabeau/Isabelle, fille de Jean II de Neufchâtel-Montaigu. Dont : 
                    - Jean de Villersexel, abbé de Luxeuil († 1533) ; Henri de Bouligneux ; Marguerite [⚭ 1485 Aimé de L'Aubépin, seigneur de L'Isle en Comté (-sous-Saint-Laurent-la-Roche), d'où : Blaise de Laubépin (prénom féminin ici), mariée sans postérité à 1o 1506 Jean-Philibert de La Palu-Châtillon et Varax († 1527), puis 2o Jean III de La Palu-Jarnosse et Varax († 1544), les deux ci-dessous] ; et leur frère aîné,
                    - Claude de La Palu († 1517, sans postérité), seigneur de Varambon, Villersexel, Maîche, St-Hippolyte, Châtel-Neuf-en-Vennes, comte de La Roche, etc., ⚭ 1485/1497 ? Constance-Marie Sforza, fille de Bosio et cousine germaine de Ludovic Sforza, duc de Milan. Sa succession passe à Jean-Philibert de La Palu-Châtillon et Varax (ci-dessous).

Branche de Châtillon-la-Palu(d)
- Girard de La Palu-Châtillon (Châtillon-la-Palud) — fils de - Guigues/Guy Ier de Châtillon (-La-Palud) († 1269), lui-même fils cadet de Guillaume l'Aîné de La Palu-Varambon ci-dessus —, seigneurs de Châtillon (-La-Palud), St-Maurice et Vire-Châtel, fl. 1295 ; père de :
  - Luques, ⚭ Étienne de Portebeuf, sgr. de la Poype de Corent et Corleyson[13],[14] ; Louis, seigneur de Vire-Châtel et de Crissey, ⚭ Marguerite de Chissé, d'où Catherine de La Palu, femme d'Humbert de Fitigny ; Jean de La Palu, prieur de Villemoutier (sans doute Villemotier) ; et leur frère aîné :
  - - Guigues/Guy II, seigneur de Châtillon, ⚭ 1307 Agnès de Miolans, d'où :
    - - Jean, seigneur de Châtillon (son frère cadet Robert de La Palu, seigneur de  St-Maurice/St-Maurice, épouse sans postérité Guye de Tholose, dame de Bornay), ⚭ Béatrice, fille de Guy de Grolée, dont : 
      - Jean (fils cadet), abbé d'Ainay en 1370 ; et son frère aîné : - Guigues/Guy III de Châtillon, fl. 1340, ⚭ 2o Claudine, fille d'Antoine du Plantay, d'où :
        - - Guigues/Guy IV, fl. 1424. ⚭ Alix de Charlieu, dame de Jarnosse, Barnay et Villereys. Sa sœur Catherine épouse Guillaume de Champdivers. Guigues père de : 
          - Jean Ier (fils cadet), souche de la branche de Jarnosse ci-dessous par son mariage avec Jeanne, fille d'Humbert/Imbert Mareschal de Meximieux) ; et son frère aîné,
          - - Guigues/Guy V, ⚭ 1o Marguerite de Savigny de Beauregard en Comté (Beauregard ?), fl. 1440, et 2o vers 1462 Isabelle/Isabeau, fille de Jean de Cusance († 1439) et Jeanne de Beaujeu, dame de Coligny-le-Neuf ; Isabelle de Cusance était veuve de Gaspard Ier de Varax, marquis de Saint-Sorlin († vers 1461/1462) et mère de Gaspard II de Varax (voir ci-après). Père de :
            - - Hugues de La Palu(d) (du 1o ou du 2o ?), lieutenant général de Dauphiné (1494), seigneur de Châtillon et de St-Maurice, seigneur de Cusance par sa mère (?) ou plutôt sa belle-mère (car si Isabelle de Cusance était sa mère, on devrait admettre qu'Hugues épousa en 1res noces sa "nièce" Gilberte de Varax, fille de son "demi-frère" Gaspard II de Varax : or cette éventuelle et notable parenté n'est jamais signalée), vicomte de Salins par acquisition, et par sa 1re femme : comte de Varax et seigneur de Richemont ; ⚭ 1o Gilberte de Varax, fille héritière de Gaspard II comte de Varax (d'où Barbe et Françoise-Dauphine de La Palu, sans alliance ; Gaspard II était le fils de Gaspard Ier et l'arrière-arrière-petit-fils de Guillaume de Varax et Sibylle de la Palu, fille d'Aimé Ier de La Palu-Varambon ci-dessus), et 2o Antoinette, fille du vicomte Armand XIII Guillaume de Polignac, d'où entre autres enfants (du 2o) :
              - Adriane, abbesse de St-Jean d'Autun ; Philiberte, ⚭ Laurent Ier de Gorrevod (branche collatérale des comtes de Pont-de-Vaux en Bresse) ; Claudine, ⚭ Claude de Vaudrey ; et leur frère :
              - - Jean-Philibert de La Palu-Châtillon, Varax et Cusance († 1527), héritier en 1517 de Claude de La Palu-Varambon, de Villersexel, Maîche et La Roche-Saint-Hippolyte (ci-dessus) ; sans postérité de sa femme Blaise de Laubépin ci-dessus et ci-dessous, petite-fille de Philibert-Philippe de La Palu-Varambon. Jean III, de la branche de Jarnosse, hérite.

            - Branche de Jarnosse : - Antoine de La Palu-Jarnosse (fils de Jean Ier de Jarnosse, lui-même fils de Guy IV de La Palu-Châtillon ci-dessus), ⚭ Agnès de Gelan de Meilly. Dont :
              - Étienne (fils cadet), souche de la branche de Meilly et Bouligneux ; Jeanne, ⚭ Claude du Bost ; Claudine, ⚭ 1454 Henry de Molle de Vougy ; et leur frère aîné,
              - - Jean II de Jarnosse (fils aîné), ⚭ Catherine de Viry. Dont : 
                - Hugues († 1545), fils cadet, chanoine-comte de Lyon en 1519) ; et son frère aîné,
                - - Jean III de Jarnosse († 1544), héritier de Jean-Philibert de La Palu-Châtillon et Varax (en 1527), dont il reçoit Varambon, Varax et Richemont, Cusance, Villersexel, Maîche, La Roche et St-Hippolyte, etc. (voir ci-dessus et ci-dessous), ⚭ 1o sans postérité Blaise de Laubépin ci-dessus (prénom féminin), puis 2o Claudine de Rye († 1593), dernière fille de Simon de Rye († 1522), d'où : 
                  - - Marie de La Palu(d), 3o épouse sans postérité de René de Challant, Bauffremont et Valangin ; et sa sœur,
                  - - Françoise de La Palu(d), ⚭ sans postérité Ferdinand de Lannoy, duc de Bojano (1510-1579).

Marie et Françoise de La Palu-Jarnosse étant décédées sans postérité avant leur mère Claudine de Rye, cette dernière, marquise de Varambon en mars 1576, hérite et transmet Varambon, Varax et Richemont, La Roche et St-Hippolyte, Villersexel, Maîche, Cusance, etc., à ses neveux de Rye, qui prennent désormais le nom de Rye-La Palu(d) (cf. Neublans > branche de Rye).

## Personnalités

### Laïcs
- Pierre II de La Palud, chevalier, seigneur de Varembon, conseiller et maître de l'hôtel des rois de France, gouverneur du Languedoc et plusieurs fois sénéchal (Carcassonne, en 1338)[15] ou bailli (Amiens, de Lille & de Douay)[16].
- Gui de La Palud, seigneur de Varembon, bailli de Bresse (XIVe siècle).
- Antoine de La Palud, dit le petit Varambon, écuyer, seigneur de Saint-Julien, de Corant, conseiller et chambellan du duc de Savoie, Amédée VIII (1413)
- Jean de La Palud, seigneur de Varambon, Bouligneux, chevalier de l'ordre du Collier de Savoie, dit de l'Annonciade (1440)[17].
- Jean-Philibert de La Palud († 1473), chevalier, comte de La Roche, seigneur de Varambon, Richemont, conseiller et chambellan du duc de Bourgogne, chevaliers de Saint-Georges (1470)[18]
- Hugues (Hugonin) de La Palud, comte de Varax, chevalier de l'ordre du Collier de Savoie, dit de l'Annonciade (1482), lieutenant-général du Dauphiné (1487), maréchal de Savoie (v. 1492)[17].
- Jean-Philibert de La Palud († 1529), comte de Varax et de la Roche, vicomte de Salins, lieutenant-général de Bresse pour le duc de Savoie, ambassadeur au Cinquième concile du Latran, chevaliers de Saint-Georges (1518), et de l'ordre du Collier de Savoie, dit de l'Annonciade (1518)[17],[19].
- Jean de La Palud († 1544), comte de Varax et de La Roche, seigneur de Varambon, chevaliers de Saint-Georges (1538) et de l'ordre du Collier de Savoie, dit de l'Annonciade (?)[20].
- Louis de La Palud, militaire, comte de Bouligneux, commande le régiment d'infanterie de Limousin (1684)[21].

Plusieurs membres de la famille ont été chevaliers de Saint-Georges : Jean-Philibert de La Palud (1470) ; Claude de La Palud (1489) ; Jean de La Palud (1507) ; Jean-Philibert de La Palud (1518) ; Jean de La Palud (1530) ; Jean de La Palud (1538).

### Religieux
- Guillaume de La Palud († 1170), évêque d'Aoste (1161-1170).
- Pierre La Palud (Petrus de Palude, vers 1275–1342), théologien et patriarche latin de Jérusalem.
- Humbeline de la Palu-Varax, prieure de Marigny (XIVe siècle).
- Tharsile de la Palu-Varax, prieure de Marigny (XIVe siècle).
- Louis Ier de La Palud de Varambon, abbé de Tournus (1413-1427).
- Louis de La Palud († 1451), cardinal, abbé de Tournus (1427-1431), évêque de Lausanne (1431-1433), d'Avignon (1433-1441) et de Maurienne (1441-1451)[3].
- Jean de La Palud, probable frère du précédent, prieur de Payerne (1423-1445)[3].
- Adrienne de la Palu-Varax, prieure de Marigny, abbesse de St-Jean d'Autun[23] (XVe siècle).
- Jean III de La Palud de Varambon († 1533), abbé de Luxeuil (1495-1533), chevaliers de Saint-Georges (1507)[22].
- François Ier de La Palud de Varambon, abbé de Luxeuil (1534-1541).

- Dix chanoines et chanoines-comtes, au sein du Chapitre de Saint-Jean de Lyon, entre les XIIIe et XVIIe siècles[24].

## Titres
Des membres de la famille ont porté le titre de :
- Comte de La Roche[2],
- Marquis de Bouligneux (1684)[2],
- Vicomte de Salins[2],
- Seigneur de Varambon/Varembon, de Saint-Julien, Saint-Mauris/Moris/Maurice[2], Villars-Sexel, d'Orbe, d'Echalans, de Tossia, de Cusance, de Châtillon, de Beauregard, de Richemont, de Sainte-Hyppolite, du Plantey, de Vayette, de la Botte, de Châtelneuf-en-Vennes, de Vire-Chastel, de la Poepe, de Montaigny, de Marches, d'Abbenans, de Noidans, de Beaumont-sur-Vingeanne, de Montaigny-la-Corbe, de Thury-en-Charolais, de Revene, de Revenotte, de Corchans, de Mortfort, de Ligny-en-Tonnerrois, de Joye, de Touye et de Guéry-en-Champagne, de Jarnosse, de Bernay, de Bernage, de Villereys, de la Poype, de Maches, de Noydans et d'Abbenans.

## Possessions
Liste non exhaustives des possessions tenues en nom propres ou en fief de la famille de La Palud :
- Châtillon-la-Palud (1213)[7] ;
- Saint-Mauris/Moris/Maurice (1250)[5] ;
- Bouligneux (1260)[5] ;
- Saint-Julien (1365)[5], etc.